# Toilettes en Inde
Le manque de toilettes en Inde fut un problème présent surtout jusqu'à la fin des années 2010, causant de nombreux problèmes de santé, dont certaines maladies dues à la pollution des eaux. Bien que l'Inde soit un pays émergent, une partie mineure de sa population (entre 12% et 20%, en 2018) n'a toujours pas de toilettes installées au domicile.

Pourcentage de la population ayant accès à des conditions sanitaires décentes, 2015. A noter que la carte date d'avant les progrès majeurs de Swachh Bharat.

15% des indiens continuent de faire leurs besoins dans la nature : 1% pour les villes, et 22% pour le milieu rural, en 2021. Bien que la situation reste moins grave que dans d'autres régions du monde comme l'Afrique sub-saharienne (à 22.55% de défécation à l'air libre en moyenne sur l'ensemble du continent africain en 2022, et ce malgré des milliards d'euros en aide financière annuelle pour la plupart de ces pays), il reste du chemin à faire. 
Les progrès observés pendant les années 2010 sont principalement attribués au projet Swachh Bharat lancé en novembre 2014 par le premier ministre indien Narendra Modi. Ce plan a financé la construction de 130 millions de toilettes dans les foyers et 50000 dans les écoles publiques. L'ONG Sulabh, une organisation non gouvernementale, a participé à l'évolution de la situation.
Un subsiste un bon nombre de personnes appartenant aux basses castes chargés de nettoyer sans protection les tuyaux souterrains, les égouts et les fosses septiques. L'usage du nettoyage manuel tel qu'il est pratiqué est théoriquement interdit par la loi depuis 2013, mais celle-ci est difficile à appliquer, la pratique ayant souvent lieu via des sous-traitants, ce qui entraîne des accidents mortels.